# باشگاه فوتبال برافورد پارک آونیو
باشگاه فوتبال برافورد پارک آونیو (به انگلیسی: Bradford Park Avenue Association Football Club) یک باشگاه فوتبال در شهر برادفورد، کشور انگلستان است که در سال ۱۹۰۷ میلادی تأسیس شده‌است.